# Capitales históricas de China
La frase china «cuatro grandes antiguas capitales de China» (en chino tradicional, 中國四大古都; en chino simplificado, 中国四大古都; pinyin, Zhōngguó Sì Dà Gǔdū) se refiere tradicionalmente a Pekín (la actual capital de la República Popular China), Nankín, Luoyang y Chang'an (Xi'an).
Debido a evidencias adicionales descubiertas desde la década de 1920, se han incluido en la lista otras capitales históricas. La frase posterior siete antiguas capitales de China incluye Kaifeng (añadida en la década de 1920 como quinta antigua capital), Hangzhou (sexta, añadida en la década de 1930), y Anyang (la séptima, propuesta por numerosos arqueólogos en 1990). En 2004, la «Sociedad Antigua Capital de China» agregó oficialmente Zhengzhou como octava capital, debido a los hallazgos arqueológicos de la temprana dinastía Shang encontrados allí.

## Capitales históricas de China
En orden alfabético: l

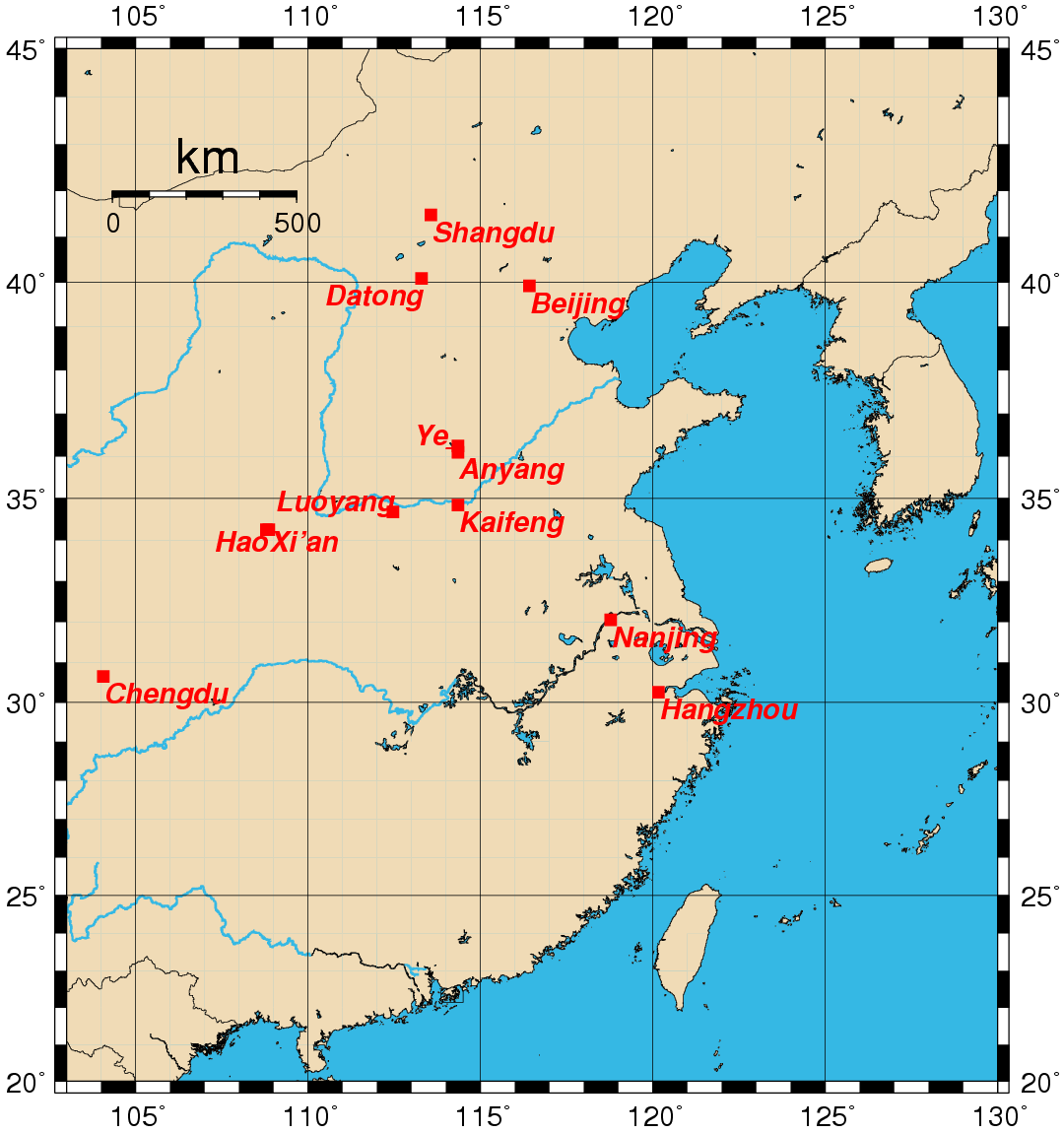
Capitales históricas en uso antes del.

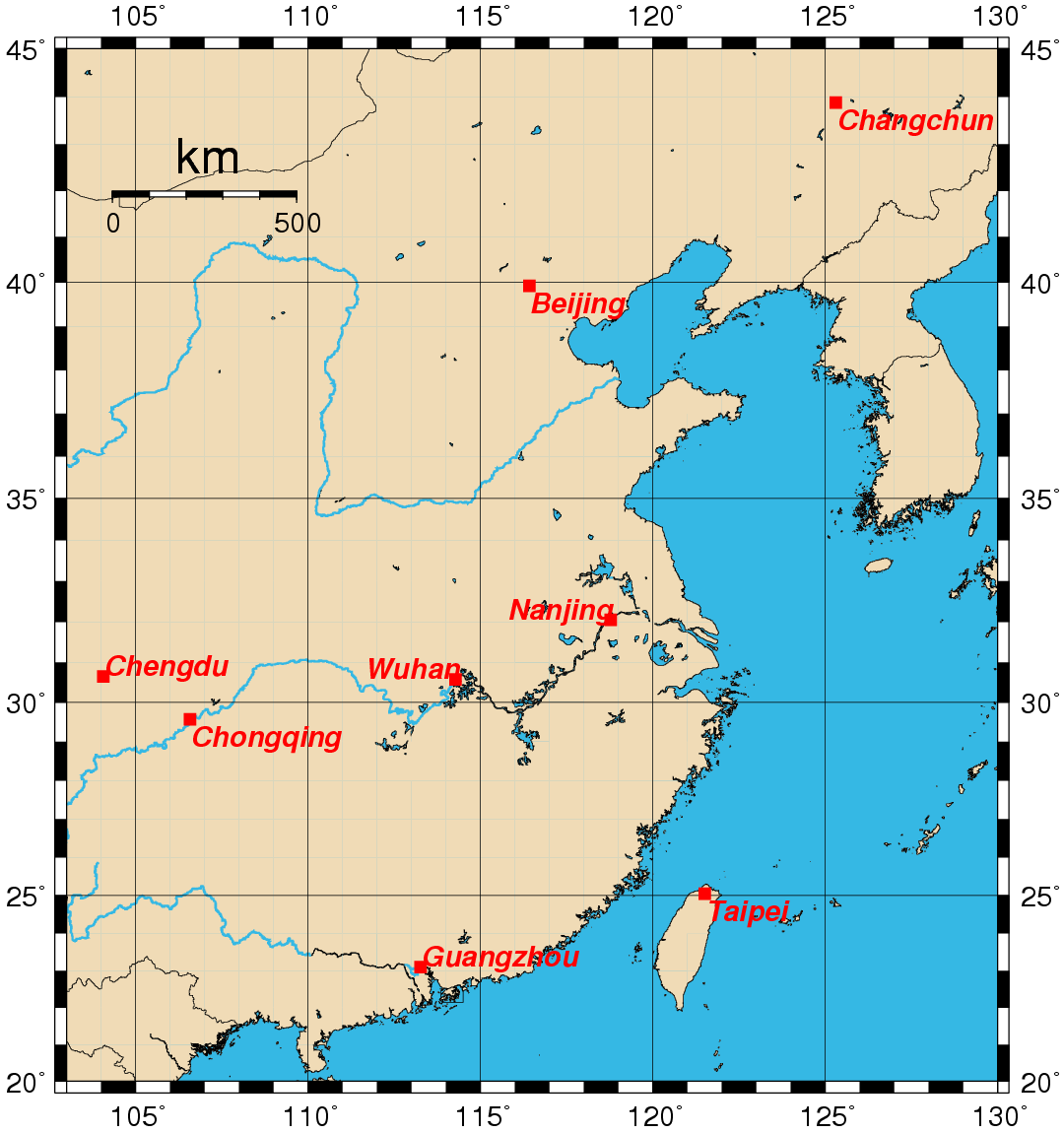
Capitales históricas en uso desde el.

- Anyang fue la capital durante el período Yin de la Dinastía Shang (estimado entre los años 1600 a. C. y 1046 a. C.): llamado Yin (殷, pinyin: Yīn).
- Pekín, la capital septentrional, fue y ha sido la capital de varios  gobiernos chinos incluidos (ordenados cronológicamente):

Estado de Yan (Yen en WG) en el período Primaveras y Otoños (722-481 BC): llamada Ji (薊, pinyin: Jì).
Dinastía Liao (907-1125), como una capital secundaria: llamada Yanjing (燕京, pinyin: Yānjīng, «capital de Yan»).
Dinastía Jin (1115-1234) desde el Emperador Shizong de Jin hasta 1215: llamada Zhongdu (中都, pinyin: Zhōngdū, «capital central»).
Dinastía Yuan (1271 a 1368): llamada Dadu (en chino, 大都; pinyin, Dàdū; literalmente, ‘gran capital’), Daidu (una transliteración directa del chino) en lengua mongol y Khanbaliq («ciudad del Khan») en lenguas túrquicas. Fue recogida como «Cambuluc» por Marco Polo.
Dinastía Ming desde la época del emperador Ming emperador Yongle (r. 1402/1424) hasta 1644 llamada Jīngshī (京師, «capital»).
Dinastía Qing desde la caída de la dinastía Ming en 1644 hasta el final de la dinastía en 1912.
Gobierno de Beiyang de la República de China (1912-1949).
La actual capital de la República Popular de China.
- Chengdu (WG: Ch'eng-tu) fue la capital del Segundo Reino de Shu durante el periodo de los Tres Reinos. Fue brevemente la sede del gobierno de la ROC de Chiang durante la guerra civil china con el Partido Comunista de China.
- Chongqing (CPMR: Chungking) fue la capital provisional del gobierno de Chiang Kai-shek durante la Segunda Guerra Mundial (Segunda guerra sino-japonesa), y fue brevemente la sede del gobierno de la ROC de Chiang durante la guerra civil china con el Partido Comunista de China.
- Datong (WG: Ta-t'ong) fue la capital durante la dinastía Wei del Norte antes de trasladarse a Luoyang en 493.
- Cantón

Reino de Nanyue (206 a. C.-111 a. C.)
República de China: fue la sede del Gobierno Nacional antes de la Expedición al Norte (1926-27), y fue brevemente la sede del gobierno de la ROC de Chiang durante la guerra civil china con el Partido Comunista de China.
- Hangzhou (también Hangchou o Hangchow) fue la capital de:

Reino de Wuyue (904-978), durante el periodo de las Cinco Dinastías y los Diez Reinos.
China durante la dinastía Song del Sur: llamada Lin'an (臨安 Lín'ān).
- Fenghao fue la capital durante la Dinastía Zhou Occidental (1122 a. C. - 256 a. C.), localizada cerca de la actual Xi'an.
- Kaifeng fue la capital de varios gobiernos chinos incluyendo (ordenados cronológicamente):

Dinastía Liang posterior durante el periodo de las Cinco Dinastías y los Diez Reinos.
Dinastía Jin posterior durante el periodo de las Cinco Dinastías y los Diez Reinos.
Dinastía Han posterior durante el periodo de las Cinco Dinastías y los Diez Reinos.
Dinastía Zhou posterior durante el periodo de las Cinco Dinastías y los Diez Reinos.
Dinastía Song del Norte: llamada Dongjing (東京 Dōngjīng).
- Luoyang fue la capital de varios gobiernos chinos incluyendo (ordenados cronológicamente):

Dinastía Zhou Oriental
Dinastía Han Oriental desde 25 a 220
Reino de Wei durante los Tres Reinos
Dinastía Jin Occidental
Dinastía Wei del Norte desde 493, movió su capital desde Datong.
Dinastía Zhou desde 690 a 705
Dinastía Tang posterior durante el periodo de las Cinco Dinastías y los Diez Reinos.
Dinastía Liang posterior durante el periodo de las Cinco Dinastías y los Diez Reinos, desde 909 a 913.
- Nankín (antiguamente romanizado como Nanking (CPMR) o Nanching en WG), la Capital del Sur, fue la capital de varios gobiernos chinos incluyendo (ordenados cronológicamente):

todas las Seis Dinastías: llamada Jianye (建業 Jiànyè) o Jiankang (建康 Jiànkāng). Las Seis Dinastías eran:
Reino de Wu durante los Tres Reinos.
Dinastía Jin Oriental
Dinastía Liu Song
Dinastía Qi Meridional
Dinastía Liang
Dinastía Chen
Tang del Sur durante el periodo de las Cinco Dinastías y los Diez Reinos.
Dinastía Ming antes de que el emperador Yongle trasladase la capital a Pekín.
Taiping Tianguo (Celestialmente Reino de Gran Paz y Prosperidad) durante la Rebelión Taiping. Conocida como Tianjing (天京，literalmente, 'Capital Celestial') entre 1853 y su caída en 1864.
República de China después de la Expedición al Norte (1926-27) hasta la invasión japonesa en 1937 de la Segunda Guerra Mundial, y después de la guerra hasta la retirada de Chiang Kai-Shek a Taiwán en 1949.
Gobierno colaboracionista pro-japonés de Wang Jingwei.
- Taipéi ha sido de facto capital de la República de China desde 1949 cuando el gobierno se relocalizó en Taiwán.
- Wuhan fue la capital del gobierno izquierdista del Kuomintang liderado por Wang Jingwei en oposición a Chiang Kaishek durante la década de 1920.
- Xanadu (Shangdu) (上都) fue la capital de verano del imperio de Kublai Khan.
- Xi'an (WG: Hsi'an; llamada Chang'an en tiempos antiguos) fue la capital de varios gobiernos chinos incluyendo (ordenados cronológicamente):

Dinastía Zhou Occidental, ver también Fenghao.
Estado de Qin en el período de Primaveras y Otoños y la dinastía Qin 221 a. C.-207 a. C.: Xi'an está localizada cerca de la antigua capital Qin Xianyang (咸陽 Xiányáng).
Dinastía Han Occidental desde 206 a. C. hasta el año 9
Dinastía Xin desde 8 a 23
Dinastía Han Oriental
Dinastía Jin Occidental
Estado de Zhao anterior, un estado del periodo de los Dieciséis Reinos durante la Dinastía Jin (265-420).
Estado de Qin anterior desde 351 a 394, durante el periodo de los Dieciséis Reinos.
Estado de Qin posterior desde 384 a 417, durante el periodo de los Dieciséis Reinos.
Dinastía Wei Occidental
Dinastía Zhou del Norte
Dinastía Sui desde 581 a 618
Dinastía Tang desde 618 a 907
- Ye fue la capital de la Dinastía Wei Oriental y de la Dinastía Qi del Norte.

## Cronología
| Capital                               | Localización                         | Chino      | Inicio periodo           | Fin periodo              | Notas                                                                                               | Gobierno                   | Gobierno                   |
| ------------------------------------- | ------------------------------------ | ---------- | ------------------------ | ------------------------ | --------------------------------------------------------------------------------------------------- | -------------------------- | -------------------------- |
| Song                                  |                                      | 崇         | -                        | -                        | Soberano semimitológico Gun                                                                         | Dinastía Xia               | Dinastía Xia               |
| Yangcheng (hoy Dengfeng)              | Henan                                | 陽城       | -                        | -                        | Soberano semimitológico (a veces emperador) Yu el Grande                                            | Dinastía Xia               | Dinastía Xia               |
| Chu                                   |                                      | 鉏         |                          |                          | Yi                                                                                                  | Dinastía Xia               | Dinastía Xia               |
| Qiongshi (hoy Luoyang)                | Henan                                | 窮石       | -                        | -                        | Yi, Hanzhuo                                                                                         | Dinastía Xia               | Dinastía Xia               |
| Zhenxun (hoy Gongyi)                  | Henan                                | 斟鄩       | -                        | -                        | Tai Kang                                                                                            | Dinastía Xia               | Dinastía Xia               |
| Diqiu (hoy Puyang)                    | Henan                                | 帝丘       | -                        | -                        | Xiāng                                                                                               | Dinastía Xia               | Dinastía Xia               |
| Yuan (hoy Jiyuan)                     | Henan                                | 原         | -                        | -                        | Zhù                                                                                                 | Dinastía Xia               | Dinastía Xia               |
| Laoqiu (hoy Kaifeng)                  | Henan                                | 老丘       | -                        | -                        | Zhù                                                                                                 | Dinastía Xia               | Dinastía Xia               |
| Xihe (hoy Anyang)                     | Henan                                | 西河       | -                        | -                        | Yinjia                                                                                              | Dinastía Xia               | Dinastía Xia               |
| Zhen                                  |                                      | 斟         | -                        | -                        | Jié                                                                                                 | Dinastía Xia               | Dinastía Xia               |
| Henan                                 | Henan                                | 河南       | -                        | -                        | Jié                                                                                                 | Dinastía Xia               | Dinastía Xia               |
| Bó                                    |                                      | 亳         | -                        | -                        | Shāng Tāng                                                                                          | Dinastía Shang             | Dinastía Shang             |
| Fan                                   |                                      | 蕃         | -                        | -                        | Xie                                                                                                 | Dinastía Shang             | Dinastía Shang             |
| Dishi                                 |                                      | 砥石       | -                        | -                        | Zhaoming                                                                                            | Dinastía Shang             | Dinastía Shang             |
| Shang                                 |                                      | 商         | -                        | -                        | Zhaoming                                                                                            | Dinastía Shang             | Dinastía Shang             |
| Shangqiu                              |                                      | 商邱       | -                        | -                        | Xiangtu                                                                                             | Dinastía Shang             | Dinastía Shang             |
| Pie del Monte Tai                     | Shandong                             | 泰山麓     | -                        | -                        | Xiangtu                                                                                             | Dinastía Shang             | Dinastía Shang             |
| Shangqiu                              |                                      | 商邱       | -                        | -                        | Xiangtu                                                                                             | Dinastía Shang             | Dinastía Shang             |
| Yin Xu                                | Henan                                | 殷         | -                        | -                        | Shanghou                                                                                            | Dinastía Shang             | Dinastía Shang             |
| Shangqiu                              |                                      | 商邱       |                          |                          | Yinhou                                                                                              | Dinastía Shang             | Dinastía Shang             |
| Bo                                    |                                      | 西 亳      |                          |                          | Tang                                                                                                | Dinastía Shang             | Dinastía Shang             |
| Xiao                                  |                                      | 囂         |                          |                          | Zhongding                                                                                           | Dinastía Shang             | Dinastía Shang             |
| Xiang                                 |                                      | 相         |                          |                          | Hedanjia                                                                                            | Dinastía Shang             | Dinastía Shang             |
| Xing (hoy Xingtai)                    | Hebei                                | 邢         |                          |                          | Zuyi                                                                                                | Dinastía Shang             | Dinastía Shang             |
| Bi                                    | Shandong                             | 庇         |                          |                          | Zuyi                                                                                                | Dinastía Shang             | Dinastía Shang             |
| Yan (hoy Qufu)                        | Shandong                             | 奄         |                          |                          | Nan'geng                                                                                            | Dinastía Shang             | Dinastía Shang             |
| Yin Xu                                | Henan                                | 殷         | 1350 a. C.               | 1046 a. C.               | Pan'geng                                                                                            | Dinastía Shang             | Dinastía Shang             |
| Zongzhou (hoy Xi'an)                  | Shaanxi                              | 宗周       | 1046 a. C.               | 771 a. C.                | Capital occidental                                                                                  | Dinastía Zhou Occidental   | Dinastía Zhou              |
| Chengzhou (hoy Luoyang)               | Henan                                | 成周       | 1046 a. C.               | 771 a. C.                | Capital oriental                                                                                    | Dinastía Zhou Occidental   | Dinastía Zhou              |
| Chengzhou (hoy Luoyang)               | Henan                                | 成周       | 770 a. C.                | 367 a. C.                | | Dinastía Zhou Oriental     | Dinastía Zhou              |
| Henan                                 |                                      | 河南       | 367 a. C.                | 256 a. C.                | Capital del Estado Zhou Occidental                                                                  | Dinastía Zhou Oriental     | Dinastía Zhou              |
| Gong                                  |                                      | 鞏         | 367 a. C.                | 249 a. C.                | Capital del Estado Zhou Oriental                                                                    | Dinastía Zhou Oriental     | Dinastía Zhou              |
| Xiquanqiu                             |                                      | 西犬丘     |                          |                          | | Dinastía Qin               | Dinastía Qin               |
| Pingyang                              |                                      | 平陽       | -                        | 677 a. C.                | | Dinastía Qin               | Dinastía Qin               |
| Yong                                  |                                      | 雍         | 677 a. C.                | -                        | | Dinastía Qin               | Dinastía Qin               |
| Jingyang                              |                                      | 涇陽       | -                        | 383 a. C.                | | Dinastía Qin               | Dinastía Qin               |
| Liyang                                |                                      | 櫟陽       | 383 a. C.                | 250 a. C.                | | Dinastía Qin               | Dinastía Qin               |
| Xianyang                              | Shaanxi                              | 咸陽       | 350 a. C.                | 207 a. C.                | | Dinastía Qin               | Dinastía Qin               |
| Luoyang                               | Henan                                | 雒陽       | 202 a. C.                | -                        | | Dinastía Han Occidental    | Dinastía Han               |
| Liyang                                |                                      | 櫟陽       | 202 a. C.                | 200 a. C.                | | Dinastía Han Occidental    | Dinastía Han               |
| Chang'an                              | Shaanxi                              | 長安       | 200 a. C.                | 8 a. C.                  | | Dinastía Han Occidental    | Dinastía Han               |
| Chang'an                              | Shaanxi                              | 長安       | 8                        | 23                       | | Dinastía Xin               | Dinastía Xin               |
| Luoyang                               | Henan                                | 雒陽       | 25                       | 190                      | | Dinastía Han Oriental      | Dinastía Han               |
| Chang'an                              | Shaanxi                              | 長安       | 191                      | 195                      | | Dinastía Han Oriental      | Dinastía Han               |
| Xu (hoy Xuchang)                      | Henan                                | 許         | 196                      | 220                      | | Dinastía Han Oriental      | Dinastía Han               |
| Luoyang                               | Henan                                | 洛陽       | 220                      | 265                      | | Wei                        | Tres Reinos                |
| Chengdu                               | Sichuan                              | 成都       | 221                      | 263                      | | Shu                        | Tres Reinos                |
| Jianye (luego Jiankang)               | Jiangsu                              | 建業       | 227                      | 279                      | | Wu Oriental                | Tres Reinos                |
| Luoyang                               | Henan                                | 洛陽       | 265                      | 313                      | | Occidental                 | Dinastía Jin               |
| Chang'an                              | Shaanxi                              | 長安       | 313                      | 316                      | | Occidental                 | Dinastía Jin               |
| Jiankang                              | Jiangsu                              | 建康       | 317                      | 420                      | | Dinastía Jin Oriental      | Dinastía Jin               |
| Pingcheng (hoy Datong)                | Shanxi                               | 平城       | 386                      | 493                      | | Wei                        | Dinastías del Norte        |
| Luoyang                               | Henan                                | 洛陽       | 493                      | 534                      | | Wei                        | Dinastías del Norte        |
| Ye                                    |                                      | 鄴         | 534                      | 550                      | Capital del Estado Wei Oriental                                                                     | Wei                        | Dinastías del Norte        |
| Chang'an                              | Shaanxi                              | 長安       | 535                      | 557                      | Capital del Estado Wei Occidental                                                                   | Wei                        | Dinastías del Norte        |
| Ye                                    |                                      | 鄴         | 550                      | 577                      | | Qi del Norte               | Dinastías del Norte        |
| Chang'an                              | Shaanxi                              | 長安       | 557                      | 581                      | | Zhou del Norte             | Dinastías del Norte        |
| Jiankang                              | Jiangsu                              | 建康       | 420                      | 479                      | | Dinastía Liu Song          | Dinastías Meridionales     |
| Jiankang                              | Jiangsu                              | 建康       | 479                      | 502                      | | Qi del Sur                 | Dinastías Meridionales     |
| Jiankang                              | Jiangsu                              | 建康       | 502                      | 557                      | | Dinastía Liang             | Dinastías Meridionales     |
| Jiankang                              | Jiangsu                              | 建康       | 557                      | 589                      | | Dinastía Chen              | Dinastías Meridionales     |
| Dongdu                                | Henan                                | 東都       | 581                      | 618                      | | Dinastía Sui               | Dinastía Sui               |
| Daxing (hoy Chan'an)                  | Shaanxi                              | 大興       | 581                      | 618                      | Capital auxiliar                                                                                    | Dinastía Sui               | Dinastía Sui               |
| Chang'an                              | Shaanxi                              | 長安       | 618                      | 690                      | | Dinastía Tang              | Dinastía Tang              |
| Luoyang                               | Henan                                | 洛陽       | 657                      | 690                      | Capital auxiliar                                                                                    | Dinastía Tang              | Dinastía Tang              |
| Luoyang                               | Henan                                | 洛陽       | 690                      | 705                      | | Zhou                       | Zhou                       |
| Chang'an                              | Shaanxi                              | 長安       | 705                      | 904                      | | Dinastía Tang              | Dinastía Tang              |
| Luoyang                               | Henan                                | 洛陽       | 705                      | 736                      | Capital auxiliar                                                                                    | Dinastía Tang              | Dinastía Tang              |
| Luoyang                               | Henan                                | 洛陽       | 904                      | 907                      | | Dinastía Tang              | Dinastía Tang              |
| Dongdu (hoy Kaifeng)                  | Henan                                | 東都       | 907                      | 923                      | | Liang posterior            | Cinco Dinastías            |
| Dongdu (hoy Luoyang)                  | Henan                                | 東都       | 923                      | 936                      | | Tang posterior             | Cinco Dinastías            |
| Dongjing (hoy Kaifeng)                | Henan                                | 東京       | 936                      | 947                      | | Jin posterior              | Cinco Dinastías            |
| Dongjing (hoy Kaifeng)                | Henan                                | 東京       | 947                      | 950                      | | Han posterior              | Cinco Dinastías            |
| Dongjing (hoy Kaifeng)                | Henan                                | 東京       | 951                      | 960                      | | Zhou posterior             | Cinco Dinastías            |
| Dongjing (hoy Kaifeng)                | Henan                                | 東京       | 960                      | 1127                     | | Septentrional              | Dinastía Song              |
| Nanjing (hoy Shangqiu)                | Henan                                | 南京       | 1127                     | 1129                     | Después de la caída de Dongjing, Zhao Gou se declaró a sí mismo Emperador Gaozong en Henan          | Meridional                 | Dinastía Song              |
| Yangzhou                              | Jiangsu                              | 杨州       | 1129                     | 1130                     | Huida del Emperador Gaozong durante la invasión Jin del delta del río Yangtsé en 1129               | Meridional                 | Dinastía Song              |
| Zhenjiang                             | Jiangsu                              | 镇江       | 1129                     | 1130                     | Huida del Emperador Gaozong durante la invasión Jin del delta del río Yangtsé en 1129               | Meridional                 | Dinastía Song              |
| Lin'an (hoy Hangzhou)                 | Zhejiang                             | 臨安       | 1129                     | 1130                     | Huida del Emperador Gaozong durante la invasión Jin del delta del río Yangtsé en 1129               | Meridional                 | Dinastía Song              |
| Yuezhou (hoy Shaoxing)                | Zhejiang                             | 越州       | 1129                     | 1130                     | Huida del Emperador Gaozong durante la invasión Jin del delta del río Yangtsé en 1129               | Meridional                 | Dinastía Song              |
| Mingzhou (hoy Ningbo)                 | Zhejiang                             | 明州       | 1129                     | 1130                     | Huida del Emperador Gaozong durante la invasión Jin del delta del río Yangtsé en 1129               | Meridional                 | Dinastía Song              |
| Dinghai                               |                                      | 定海       | 1129                     | 1130                     | Huida del Emperador Gaozong durante la invasión Jin del delta del río Yangtsé en 1129               | Meridional                 | Dinastía Song              |
| Fuera de la costa de Taizhou, Wenzhou | Zhejiang                             | 海上朝廷   | 1129                     | 1130                     | Huida del Emperador Gaozong durante la invasión Jin del delta del río Yangtsé en 1129               | Meridional                 | Dinastía Song              |
| Zhang'an                              | Zhejiang                             | 章安       | 1129                     | 1130                     | Huida del Emperador Gaozong durante la invasión Jin del delta del río Yangtsé en 1129               | Meridional                 | Dinastía Song              |
| Yuezhou (hoy Shaoxing)                | Zhejiang                             | 越州       | 1129                     | 1130                     | Huida del Emperador Gaozong durante la invasión Jin del delta del río Yangtsé en 1129               | Meridional                 | Dinastía Song              |
| Lin'an (hoy Hangzhou)                 | Zhejiang                             | 臨安       | 1130                     | 1276                     | La corte de Song se asienta en Lin'an durante 146 años                                              | Meridional                 | Dinastía Song              |
| Fuzhou                                | Fujian                               | 福州       | 1276                     | 1277                     | La huida del Emperador Duanzong de Song siguiendo la costa sureste tras la caída de Lin'an en 1276. | Meridional                 | Dinastía Song              |
| Cantón                                | Cantón                               | 广州       | 1277                     | 1278                     | La huida del Emperador Duanzong de Song siguiendo la costa sureste tras la caída de Lin'an en 1276. | Meridional                 | Dinastía Song              |
| Guanfuchang                           |                                      | 官富场     | 1278                     | 1278                     | La huida del Emperador Duanzong de Song siguiendo la costa sureste tras la caída de Lin'an en 1276. | Meridional                 | Dinastía Song              |
| Gangzhou                              |                                      | 碙州       | 1278                     | 1278                     | Emperador Bingzong sucedió a Duanzong en la isla de Lantau en la moderna Hong Kong                  | Meridional                 | Dinastía Song              |
| Yashan                                |                                      | 厓山       | 1278                     | 1279                     | La corte Song, tras la batalla de Yamen, hace su estancia final en la costa de Yashan               | Meridional                 | Dinastía Song              |
| Shangjing                             |                                      | 上京       | 907                      | 1120                     | | Liao, Imperio Kitán        | Liao, Imperio Kitán        |
| Nankín                                | Henan                                | 南京       | 1122                     | 1123                     | | Liao, Imperio Kitán        | Liao, Imperio Kitán        |
| Tokmok                                |                                      | 虎思斡耳朵 | 1134                     | 1218                     | | Liao, Imperio Kitán        | Liao, Imperio Kitán        |
| Shangjing                             |                                      | 上京       | 1115                     | 1153                     | | Dinastía Jin (1115–1234)   | Dinastía Jin (1115–1234)   |
| Zhongdu (hoy Pekín)                   | Pekín                                | 中都       | 1153                     | 1214                     | | Dinastía Jin (1115–1234)   | Dinastía Jin (1115–1234)   |
| Nanjing (hoy Kaifeng)                 | Henan                                | 南京       | 1214                     | 1234                     | | Dinastía Jin (1115–1234)   | Dinastía Jin (1115–1234)   |
| Xingqing                              | Región Autónoma de Ningxia           |            | 1038                     | 1227                     | | Xia Occidental             | Xia Occidental             |
| Shangdu (o Xanadú)                    | Región Autónoma de Mongolia Interior | 上都       | mayo de 1264             | 1276                     | | Dinastía Yuan              | Dinastía Yuan              |
| Dadu (luego Khanbaliq, hoy Pekín)     | Pekín                                | 大都       | 1276                     | agosto de 1368           | | Dinastía Yuan              | Dinastía Yuan              |
| Shangdu (o Xanadú)                    | Región Autónoma de Mongolia Interior | 上都       | agosto de 1368           | 1369                     | | Dinastía Yuan              | Dinastía Yuan              |
| Nankín                                | Henan                                | 南京       | 23 de enero de 1368      | 2 de febrero de 1421     | | Dinastía Ming              | Dinastía Ming              |
| Pekín                                 | Pekín                                | 北京       | 2 de febrero de 1421     | 25 de abril de 1644      | | Dinastía Ming              | Dinastía Ming              |
| Nankín                                | Henan                                | 南京       | 1644                     | 1645                     | | Dinastía Ming              | Dinastía Ming              |
| Fuzhou                                | Fujian                               | 福州       | 1645                     | 1646                     | | Dinastía Ming              | Dinastía Ming              |
| Zhaoqing                              | Cantón                               | 肇慶       | 1646                     | 25 de abril de 1662      | | Dinastía Ming              | Dinastía Ming              |
| Feiala                                |                                      | 費阿拉     | 1587                     | 1603                     | | Later Jin                  | Later Jin                  |
| Hetuala                               |                                      | 赫圖阿拉   | 1603                     | 1619                     | | Later Jin                  | Later Jin                  |
| Jiefan                                |                                      | 界凡       | 1619                     | septiembre de 1620       | | Later Jin                  | Later Jin                  |
| Sarhu                                 |                                      | 薩爾滸     | septiembre de 1620       | abril de 1621            | | Later Jin                  | Later Jin                  |
| Dongjing (hoy Liaoyang)               | Liaoning                             | 東京       | abril de 1621            | 11 de marzo de 1625      | | Later Jin                  | Later Jin                  |
| Shengjing (hoy \|Shenyang)            | Liaoning                             | 盛京       | 11 de abril de 1625      | 1636                     | | Later Jin                  | Later Jin                  |
| Shengjing (hoy \|Shenyang)            | Liaoning                             | 盛京       | 1636                     | 20 de septiembre de 1644 | | Dinastía Qing              | Dinastía Qing              |
| Pekín                                 | Pekín                                | 北京       | 20 de septiembre de 1644 | 12 de febrero de 1912    | | Dinastía Qing              | Dinastía Qing              |
| Nanking                               | Henan                                | 南京       | 1 de enero de 1912       | 2 de abril de 1912       | Gobierno Provisional                                                                                | República de China         | República de China         |
| Pekín                                 | Pekín                                | 北京       | 2 de abril de 1912       | 30 de mayo de 1928       | Gobierno de Beiyang                                                                                 | República de China         | República de China         |
| Shenyang                              | Liaoning                             | 奉天       | 30 de mayo de 1928       | 29 de diciembre de 1928  | Gobierno de Beiyang                                                                                 | República de China         | República de China         |
| Cantón (Cantón)                       | provincia de Cantón                  | 廣州       | 1 de julio de 1925       | 21 de febrero de 1927    | Gobierno Nacionalista de Cantón                                                                     | República de China         | República de China         |
| Wuhan                                 | Hubei                                | 武漢       | 21 de febrero de 1927    | 19 de agosto de 1927     | Gobierno Nacionalista de Wuhan                                                                      | República de China         | República de China         |
| Nankín                                | Henan                                | 南京       | 18 de abril de 1927      | 20 de noviembre de 1937  | Década Nanjing                                                                                      | República de China         | República de China         |
| Luoyang                               | Henan                                | 洛陽       | 29 de enero de 1932      | 1 de diciembre de 1932   | | República de China         | República de China         |
| Pekín                                 | Pekín                                | 北平       | 9 de septiembre de 1930  | 23 de septiembre de 1930 | Gobierno Nacionalista de Beiping                                                                    | República de China         | República de China         |
| Taiyuan                               | Shanxi                               | 太原       | 23 de septiembre de 1930 | 4 de noviembre de 1930   | Gobierno Nacionalista de Beiping                                                                    | República de China         | República de China         |
| Cantón (Cantón)                       | Cantón                               | 廣州       | 28 de mayo de 1931       | 22 de diciembre de 1931  | Gobierno Nacionalista de Guangzhou                                                                  | República de China         | República de China         |
| Chongqing                             | Municipalidad de Chongqing           | 重慶       | 21 de noviembre de 1937  | 5 de mayo de 1946        | Durante la segunda guerra sino-japonesa                                                             | República de China         | República de China         |
| Nanking                               | Henan                                | 南京       | 30 de abril de 1940      | 10 de octubre de 1945    | Gobierno colaboracionista pro-japonés de Wang Jingwei                                               | República de China         | República de China         |
| Nanking                               | Henan                                | 南京       | 5 de mayo de 1946        | 23 de abril de 1949      | | República de China         | República de China         |
| Cantón                                | Cantón                               | 廣州       | 23 de abril de 1949      | 14 de diciembre de 1949  | durante la guerra civil china                                                                       | República de China         | República de China         |
| Chongqing                             | Municipalidad de Chongqing           | 重慶       | 14 de octubre de 1949    | 30 de noviembre de 1949  | durante la guerra civil china                                                                       | República de China         | República de China         |
| Chengtu (hoy Chengdu)                 | Sichuan                              | 成都       | 30 de noviembre de 1949  | 27 de diciembre de 1949  | durante la guerra civil china                                                                       | República de China         | República de China         |
| Sichang                               |                                      | 西昌       | 27 de diciembre de 1949  | 27 de marzo de 1950      | durante la guerra civil china                                                                       | República de China         | República de China         |
| Taipéi                                |                                      | 臺北       | 10 de diciembre de 1949  | Presente                 | | República de China         | República de China         |
| Pekín                                 | Pekín                                | 北京       | 1 de octubre de 1949     | Presente                 | | República Popular de China | República Popular de China |